# Parafia Wniebowzięcia Najświętszej Maryi Panny w Krynkach
Parafia Wniebowzięcia Najświętszej Maryi Panny w Krynkach – jedna z 12 parafii dekanatu Starachowice-Południe diecezji radomskiej.

## Historia
- Parafia została erygowana około 1350. Pierwotny kościół drewniany pw. św. Marcina był z XIV w., a obecny pw. Wniebowzięcia NMP został dobudowany do istniejącej kaplicy w latach 1717–1727, z fundacji Mikołaja Zacharskiego. Konsekrował tę świątynię bp Michał Ignacy Kunicki w 1741. Kościół jest budowlą orientowaną, barokową, zbudowaną z kamienia. W kościele tym został ochrzczony abp Antoni Julian Nowowiejski. Obok kościoła znajduje się modrzewiowa dzwonnica z 1779 o konstrukcji słupowej.

## Zasięg parafii
Do parafii należą wierni z miejscowości: Brody, Budy Brodzkie, Krynki, Ruda i Rudnik.

## Proboszczowie
- 1943 - 1946 - ks. Józef Sapiński
- 1946 - 1952 - ks. Władysław Dziubek
- 1952 - 1957 - ks. Michał Kozioł
- 1957 - 1966 - ks. Marian Piwowarczyk
- 1966 - 1973 - ks. Władysław Nowak
- 1973 - 1980 - ks. Zygmunt Niewadzi
- 1980 - 1991 - ks. Stanisław Madej
- 1991 - 2011 - ks. kan. Andrzej Emil Sasin
- 2011 - nadal - ks. kan. Wojciech Zdon